# 1930 w filmie
Wydarzenia filmowe w 1930 roku.

## Wydarzenia
- kwiecień – amerykański reżyser filmowy W.S. Van Dyke rozpoczął półroczną ekspedycją filmową przez Afrykę Środkową, realizując film przygodowy Trader Horn (1931). Film ten zapoczątkował serię filmów egzotycznych.
- 3 września – ukazał się pierwszy numer The Hollywood Reporter.

## Premiery

### Filmy polskie
- 2 stycznia – Halka
- 18 stycznia – Kult ciała
- 30 stycznia – Tajemnica lekarza
- 30 stycznia – Uroda życia
- 21 lutego – Mascotte
- 6 marca – Dusze w niewoli – reż. Leon Trystan, wyk. Ludwik Solski, Mieczysław Cybulski, Alicja Halama i Bolesław Mierzejewski
- 29 marca – Moralność pani Dulskiej
- 10 kwietnia – Gwiaździsta eskadra – reż. Leonard Buczkowski, wyk. Barbara Orwid, Barbara Ludwiżanka i Stefan Szwarc
- 14 maja – Sztabskapitan Gubaniew
- 19 lipca – Karuzela życia
- 18 października – Niebezpieczny romans – reż. Michał Waszyński, wyk. Bogusław Samborski, Zula Pogorzelska, Adolf Dymsza i Eugeniusz Bodo
- 31 października – Na Sybir – reż. Henryk Szaro wyk. Mieczysław Frenkiel, Adam Brodzisz i Jadwiga Smosarska
- 8 listopada – Janko Muzykant
- 25 grudnia – Wiatr od morza

### Filmy zagraniczne
- 27 maja – Aniołowie piekieł (Hell's Angels) – reż. Edmund Goulding, Howard Hughes, wyk. Jean Harlow
- Na Zachodzie bez zmian (All Quiet on the Western Front) – reż. Lewis Milestone, wyk. Lew Ayres
- Byczo jest! (Whoopee!) – reż. Thornton Freeland, wyk. Eddie Cantor
- Sucharki w kształcie zwierząt (Animal Crackers) – reż. Victor Heerman, wyk. Bracia Marx
- Feet First – reż. Clyde Bruckman, wyk. Harold Lloyd
- Król jazzu – reż. John Murray Anderson, Pál Fejös, wyk. Paul Whiteman, John Boles, Laura La Plante, The Rhythm Boys
- Reaching for the Moon – reż. Edmund Goulding, wyk. Douglas Fairbanks, Bebe Daniels, Edward Everett Horton
- Borrowed Wives – reż. Frank R. Strayer

## Nagrody filmowe
- Oscary
- Oscary przyznane 3 kwietnia 1930 roku, za sezon 1928/1929
  - Najlepszy film – Melodia Broadwayu
  - Najlepszy aktor – Warner Baxter (In Old Arizona)
  - Najlepsza aktorka – Mary Pickford (Coquette)
  - Zobacz wszystkie kategorie

- Oscary przyznane 5 listopada 1930 roku, za sezon 1929/1930
  - Najlepszy film – Na zachodzie bez zmian
  - Najlepszy aktor – George Arliss (Disraeli)
  - Najlepsza aktorka – Norma Shearer (The Divorcee)
  - Zobacz wszystkie kategorie

## Urodzili się
- 1 stycznia – Aleksander Rządkowski, polski aktor (zm. 2008)
- 2 stycznia:
  - Zbigniew Bartosiewicz, polski aktor niezawodowy (zm. 1997)
  - Zbigniew Skoczek, polski operator kamery (zm. 1994)
- 3 stycznia – Izabella Olszewska, polska aktorka (zm. 2024)
- 19 stycznia – Tippi Hedren, amerykańska aktorka
- 30 stycznia – Gene Hackman, amerykański aktor (zm. 2025)
- 2 lutego – Krzysztof Chamiec, polski aktor (zm. 2001)
- 5 lutego – Kalina Jędrusik, polska aktorka i piosenkarka[1] (zm. 1991)
- 10 lutego – Robert Wagner, amerykański aktor
- 27 lutego – Joanne Woodward, amerykańska aktorka
- 15 marca – Jerzy Dobrowolski, polski aktor (zm. 1987)
- 24 marca – Steve McQueen, amerykański aktor (zm. 1980)
- 30 marca – Preben Kaas, duński aktor (zm. 1981)
- 7 kwietnia – Andrew Sachs, brytyjski aktor (zm. 2016)
- 11 kwietnia – Kazuo Fukushima, japoński kompozytor (zm. 2024)
- 21 kwietnia – Silvana Mangano, włoska aktorka (zm. 1989)
- 25 kwietnia – Paul Mazursky, amerykański reżyser i aktor (zm. 2014)
- 28 kwietnia – Carolyn Jones, amerykańska aktorka (zm. 1983)
- 29 kwietnia – Stanisław Szymczyk, polski aktor (zm. 2002)
- 14 maja – Barbara Horawianka, polska aktorka (zm. 2024)
- 16 maja:
  - Stanisław Brudny, polski aktor (zm. 2025)
  - Janina Traczykówna, polska aktorka (zm. 2022)
- 21 maja – Sylwester Chęciński, polski reżyser (zm. 2021)
- 31 maja – Clint Eastwood, amerykański aktor i reżyser
- 19 czerwca – Gena Rowlands, amerykańska aktorka (zm. 2024)
- 24 czerwca – Claude Chabrol, francuski reżyser Nowej Fali (zm. 2010)
- 25 sierpnia – sir Sean Connery, brytyjski aktor (zm. 2020)
- 25 września – Bogusz Bilewski, polski aktor (zm. 1995)
- 28 września – Mieczysław Czechowicz, polski aktor (zm. 1991)
- 1 października – Richard Harris, irlandzki aktor (zm. 2002)
- 8 października – Tōru Takemitsu, japoński kompozytor (zm. 1996)
- 9 października – Wiesław Gołas, polski aktor (zm. 2021)
- 14 października – Bogusław Sochnacki, polski aktor (zm. 2004)
- 29 października – Mariusz Dmochowski, polski aktor (zm. 1992)
- 3 grudnia – Jean-Luc Godard, francuski reżyser Nowej Fali (zm. 2022)
- 8 grudnia – Maximilian Schell, austriacki aktor (zm. 2014)
- 11 grudnia – Jean-Louis Trintignant, francuski aktor (zm. 2022)
- 17 grudnia – Armin Mueller-Stahl, niemiecki aktor

## Zmarli
- 31 stycznia – Dorothy Seastorm, amerykańska aktorka
- 22 lutego – Mabel Normand, amerykańska aktorka (ur. 1895)
- 26 sierpnia – Lon Chaney, amerykański aktor (ur. 1883)
- 15 września – Milton Sills, amerykański aktor
- 23 grudnia – Ferdinand Martini, niemiecki aktor filmowy i teatralny (ur. 1870)